# Melli (football)
Pour les articles homonymes, voir Andreu.
Juan Alberto Andreu Alvarado, plus souvent appelé Melli, est un footballeur espagnol né le 6 juin 1984 à Barbate (Province de Cadix) en Espagne. Il évolue actuellement au poste de Défenseur central au CD Mirandés.

## Biographie
Melli est arrivé au Betis Séville à l'âge de 14 ans et a joué pour ce club pendant près de dix ans, à part une année de prêt au club de Polideportivo Ejido.
Il marque le premier but de sa carrière le 18 septembre 2004 contre le CA Osasuna.

## Palmarès

### En club
- Betis Séville
  - Vainqueur de la Coupe du Roi en 2005.

- FC Sheriff Tiraspol
  - Vainqueur du Championnat de Moldavie en 2014.

### En sélection
- Vainqueur du Championnat d'Europe des moins de 16 ans en 2001.
- Vainqueur du Championnat d'Europe des moins de 19 ans en 2002.
- Finaliste de la Coupe du monde des moins de 20 ans en 2003.